# Jueves a jueves
Jueves a jueves fue un programa de televisión, emitido por La 1 de Televisión española en 1986. El espacio era una suerte de continuación de su inmediato predecesor Buenas noches (1982-1984).

## Formato
El contenido del programa responde al clásico formato de entrevistas (Talk show) a varios invitados en cada programa, dentro del ámbito artístico, cultural, político o social. Igualmente, se debatía con periodistas sobre temas de actualidad. Además, contaba con la colaboración del dibujante Peridis y sus tiras cómicas.

## Invitados
Entre la lista de invitados que pasaron por el plató de Jueves a jueves, se incluyen:
- Agustín Drake
- Álvaro Pombo
- Ana Belén
- Analía Gadé
- Ángel Nieto
- Antonio Gala
- Antonio Hernández Mancha
- Antonio María de Oriol
- Antoñete
- Bibi Andersen
- Camilo José Cela
- Carlos Falcó
- Carlos Garaikoetxea
- Carlos Solchaga
- Carmen Martínez-Bordiú
- Carmen Romero
- Emilio Botín
- Enric Sopena
- Fernando Fernán Gómez
- Fernando García Tola
- Fernando Savater
- Iñaki Gabilondo
- Isabel Tocino
- Jaime Peñafiel
- Jean Paul Belmondo
- Jimmy Giménez-Arnau
- Jordi Solé Tura
- José Manuel Blecua
- José María Calviño
- José María García
- José María Maravall
- José María Setién
- Joselito
- Juan Luis Cebrián
- Juan Pablo Fusi
- Julio Anguita
- Kepa Aulestia
- Lola Herrera
- Luis Eduardo Aute
- Manuel Fraga
- Mario Onaindia
- Mario Vargas Llosa
- Martes y Trece
- Martirio
- Maruja Torres
- Massiel
- Miguel Bosé
- Moncho Alpuente
- Montserrat Caballé
- Nuria Espert
- Pedro Almodóvar
- Quino
- Ramón Jáuregui
- Rocío Jurado
- Rosa Conde
- Rosa Maria Sardà
- Terenci Moix
- Víctor Manuel

## Premios
- TP de Oro 1986 para Mercedes Milá como mejor presentadora.